# Kötőjelvita

Csehszlovákia címere (1960–1990)

A kötőjelvita vagy kötőjelháború vagy gondolatjel-háború a bársonyos forradalom után kialakult, Csehszlovákia elnevezésével kapcsolatos politikai konfliktus volt, amelyet a mérsékeltebb szlovák nacionalisták indítottak el.

Csehszlovákia címere (1990–1992)

Az ország hivatalos neve a kommunista rendszerben cseh és szlovák nyelven Československá socialistická republika (Csehszlovák Szocialista Köztársaság) volt. 1990. február 23-án Václav Havel elnök felvetette, hogy a „szocialista” szót ki kellene hagyni az ország hivatalos nevéből. Így az elnevezés egyszerűen Csehszlovák Köztársaság lett volna, amint ez volt az ország neve 1920–1938 és 1945–1960 között is. A szlovák politikusok azonban úgy érezték, hogy ez nem fejezné ki a szlovákok egyenrangúságát, és azt követelték, hogy az ország nevét kötőjellel írják, azaz Cseh-Szlovák Köztársaságként, amint az a függetlenség elnyerése után 1918–1920 között, majd 1938–1939-ben történt. Egyúttal a csehszlovák címer megváltoztatását is követelték, mert a cseh oroszlán mellén elhelyezett szlovák szimbólum szintén nem az egyenrangúságra utalt. Havel elnök ekkor megváltoztatta javaslatát Cseh-Szlovák Köztársaságra; ez azonban nem nyerte el a cseh politikusok tetszését, akiket a név az 1938-as müncheni egyezményre emlékeztetett, amellyel a náci Németország annektálta az ország egy részét.
Kompromisszumos megoldásként 1990. március 29-én a csehszlovák parlament a "Csehszlovák Szövetségi Köztársaság" nevet fogadta el. A nevet cseh nyelven kötőjel nélkül (Československá federativní republika), szlovák nyelven kötőjellel (Česko-slovenská federatívna republika) kellett írni.
Ez a megoldás nem bizonyult kielégítőnek, és 1990. április 20-án a parlament ismét megváltoztatta az ország nevét, ezúttal Cseh és Szlovák Szövetségi Köztársaságra (cseh nyelven Česká a Slovenská Federativní Republika, szlovák nyelven Česká a Slovenská Federatívna Republika, rövidítve ČSFR). Ez a törvény explicit módon megadta mindkét nyelven a nevet és egyenlőnek nyilvánította őket. A kompromisszum a helyesírási szabályok megsértését jelentette, mivel cseh és szlovák nyelven az országok nevének csak az első szavát írják nagybetűvel; viszont az összes szó nagybetűs írásmódja megoldotta a "Slovenska" szó nagybetűsítését, ami presztízskérdésnek számított.
Noha a szlovákok kötőjelt óhajtottak (cseh és szlovák nyelven spojovník), a csehek gondolatjelnek nevezték (cseh és szlovák nyelven pomlčka).
A kötőjelről szóló vita hátterében a cseh–szlovák viszony (vélt és valós) problémái álltak. A következő években több vita is kialakult a két fél között, végül 1992-ben a cseh és szlovák politikusok egyetértettek abban, hogy a Cseh Köztársaság és a Szlovák Köztársaság különváljon, ami meg is történt 1993. január 1-jén.

## Fordítás
- Ez a szócikk részben vagy egészben  a   Hyphen War című angol Wikipédia-szócikk ezen változatának fordításán alapul.  Az eredeti cikk szerkesztőit annak laptörténete sorolja fel. Ez a jelzés csupán a megfogalmazás eredetét és a szerzői jogokat jelzi, nem szolgál a cikkben szereplő információk forrásmegjelöléseként.